# 雷波少年
『雷波少年』（らいはしょうねん）は、1998年4月5日から2002年3月31日まで一部日本テレビ系列局で、毎週日曜 10:55 - 11:25 (JST) に放送されたバラエティ番組である。

## 概要
当時日本テレビ系列で放送されていたバラエティ番組『進ぬ!電波少年』より派生した兄弟番組。当初は日本テレビ系全国ネットの深夜番組放送枠『ZZZ』での放送を予定されていたが、当時日曜朝に放送されていた『笑っていいとも!増刊号』（フジテレビ系列）に対抗しようという土屋敏男プロデューサーの意向から、日曜朝の放送に決まった。
番組初期はドロンズが1週間で日本をヒッチハイクで駆け回り、さまざまな社会問題をテーマにしたコントのネタ探しの旅をメインとしていたが、のちにロバのロシナンテが加わり、日本縦断紀行へとシフト。1998年秋以降は『電波少年』の影響からか、若手無名タレントの挑戦企画が放送されるようになる。中でも羽田実加の「雷波少年系鉄棒少女」は人気を集めた。また、当時ヒット曲に恵まれなかったSomething ELseは「雷波少年系ラストチャンス」への参加をきっかけにブレイク、第50回NHK紅白歌合戦にも出場した。その影響からか次々と同系統の企画が放送され、Bluem of Youthの「ラストツアー〜約束の場所へ〜」もヒットを博した。
オープニングは背景・BGMとも「電波少年」のそれをベースとしているが、新たにサンバのリズムや、CGイラストによるブラジルのサンバ隊の女性が追加されるなど、派生元である『電波少年』とは一線を画したものとなっている。また司会者がいなかった頃のオープニングでは「電波少年」のロゴの電の部分に雷が落ちて下の部分が取れ、「雷波少年」になるという演出も盛り込まれており、類似の演出がなされていた『進ぬ!電波少年』と同様に『電波少年』からの派生であることが示されていた。

## 雷波少年スペシャル
1998年9月26日にゴールデン特番として初放送。演出上のタイトルとしては、『雷波少年は電波少年ではなくて、……（この間に長い言葉が入る）……スペシャル』という、新聞のテレビ欄にも収まりきれないほどの長い名前であり、「雷波少年」と「スペシャル」の部分が別色で強調されていた。単独のスペシャルとしては1999年10月まで不定期に放送。それ以降は『雷電為右衛門』など、『電波少年』との合同スペシャルとして放送された。
後述の通り、1999年3月までは司会がいなかったため、同月放送のスペシャルまでは当時『ウッチャンナンチャンのウリナリ!!』の社交ダンス部に出演していた千秋が進行を勤めた。その際、司会をすることになった出演者は何も知らない状態でアイマスク姿でスタジオまで連れていかれ、アイマスクを外した後用意されたカンペに書いてあるタイトルコールを読み上げたところで初めて司会を担当することに気がつくように仕向けられていた。

## 出演者
開始当初の1年間は司会はいなかったため、VTRのみで番組は進行した。『進ぬ!電波少年』にて司会を務めた松本明子は本番組には基本的に出演しなかった。

### 司会（レギュラー放送）
- チューヤン（1999年4月 - 2002年3月）
  - 「雷波少年系ジャパンツアー」終了後、電波少年と兼任。
  - 1999年10月 - 12月は電波少年の「80日間世界一周」に参加していたため欠席。
- ロシナンテ（1999年10月 - 12月）
  - 後述されているドロンズ関係の企画に登場したロバで、チューヤンが電波少年の「80日間世界一周」に参加していた際の代理として出演。セリフは編集者による吹き出しだった。
- 小田好美（「ジャイ子」名義、2000年10月 - 降板時期不明）
  - 番組企画「熱狂的巨人ファンVS中日ファン2000」で巨人が優勝したため、ご褒美として司会に抜擢。
- 坂井香代子（2001年7月 - 2002年3月）
  - 『電波少年』で結成された「地球防衛軍」のレッドで、本番組では「ゴミ生活の旅」終了後から番組終了までチューヤンとともに司会を担当した。

### 司会（特番）
- 遠藤久美子（1998年9月26日放送分）
- 千秋（1999年1月9日放送分） - WOWOWで放送された電波少年シリーズ「電波少年W」の2021年7月5日放送分でも代理だがMCを務めた[2]。
- 藤崎奈々子（1999年4月10日放送分）

## 主な企画
『電波少年』の「電波少年的」に倣い、企画のタイトルには「雷波少年系」とつけられていた（一部を除く）。

### ドロンズ関連
電波少年「南北アメリカ大陸縦断ヒッチハイク」に続く、ドロンズの国内での企画。
ドロンズ企画
ドロンズが1週間で日本をヒッチハイクしてテーマに合ったコントのネタを探してくるというもので、初期の数週間のみ行われた。テーマは社会問題を扱ったものが多く、身の回りで何があっても大丈夫なように携帯電話（ただし、番号が1と0しかなく、警察に通報するための連絡手段しかなかった）が与えられた。1週間後にコントを披露し、コント終了後にスタッフから来週のテーマが発表された。
ドロンズのドンキホーテ!日本を行く!
ドロンズが『ドン・キホーテ』の登場人物に扮し、ロバの「ロシナンテ」とともに日本列島をヒッチハイクしながら進む。このロシナンテは、当初ドロンズが「南北アメリカ大陸縦断ヒッチハイク」中にペルーで出演したテレビ局のプロデューサーに連れて来られたペルー産のロバとされていたが、実際には北海道産で、番組が購入したものであることが後日発覚した。これに対し、日本テレビは「バラエティ番組の演出の範囲内で一種のシャレの範囲」と説明したものの、郵政省（当時）から事情聴取を受ける羽目になった。ロシナンテの写真集『へあぬーど』は発売1週間で20万部以上を売り上げた。のちにロシナンテは「木村嘉夫」（きむらよしお）という名前が与えられ、2014年現在は田中義剛が経営する花畑牧場で暮らしている。2019年8月30日放送のTBS『爆報!THEフライデー』では約20年ぶりに元ドロンズの二人と再会を果たした。

### 雷波少年系熱狂的巨人ファンシリーズ
都内のとある一室で、巨人をメインにファンであるチームを応援しながら生活する企画。放送では参加者の顔は隠されており、チームの勝ち負けに応じて食事が抜きになったりリクエストできたり、部屋が広くなったり狭くなったりと待遇が変わっていく。

### 雷波少年系アジアの歌姫
世界に演歌を広めるべく女優の室井滋が、演歌歌手役として出演した映画『のど自慢』で歌った歌のカセットテープを、アジア各国へ自ら売り歩く企画であった。
1,000本売った時点で企画終了ということになっていたが、後述の通り急遽企画が変更となり、何本売ったのかは放送内では明かされないまま終了した。
スタートはタイのドエンカ（どえんか→ど演歌）村。その場所である程度売り歩いたところで次の場所へ移動。行き先は目隠しした状態でダーツを行い、用意した地図に矢が刺さった国を渡り歩くことが決められていた。
ルールとしては、日本人に売却するのは禁止、売価は自由であった。このため、アラブ諸国の富裕層に売却した際は、日本のシングルCDの当時の価格をはるかに上回る値段がついたこともある。
室井の仕事が入った場合は、その仕事が終わり次第再びこの企画を行っていた。

#### 雷波少年系カリブの歌姫
企画終盤に投げた矢がアジアの地図から大きく外れ、用意されていた地図の縮尺からカリブ海周辺に該当する場所に当たってしまい、急遽『雷波少年系カリブの歌姫』と企画が変更される。同企画でも、室井が仕事の都合で帰国することになり、そのまま企画は中止とされた。
一応、番組内では日を改めてカリブの歌姫を再開すると解説はあったが、その内容は室井がロシアにて目隠しをされたまま、カリブーに乗ったあと悲鳴をあげるという、いわゆるダジャレ企画であった。
また同企画は、後述のラストツアーを行うBluem of Youthに対し、室井がカレーの差し入れを行う企画へつなげるためのものでもあった。

### ラストシリーズ
最終回まで全4シリーズ放送。
雷波少年系ラストチャンス
「ラストシリーズ」の第1弾で、デビュー3年目のSomething ELse（以下「サムエル」）が挑戦。3人が選ばれた理由は「メロディーラインが綺麗だと思い、このまま消えるのが惜しいと思ったから」だと前記の土屋が語っていたことがある。3カ月の合宿生活の中で運命の1曲を作り、その曲がオリコン初登場20位以内に入らなければ即解散および音楽業界から足を洗うというルールだった。
1998年12月23日に運命のCD「ラストチャンス」が発売され、20万5340枚を売り上げ1999年1月6日付のオリコン初登場2位を記録。これによりユニットの存続が決定した。その後「ラストチャンス」は初登場の翌週にはオリコン1位を記録し、最終的にはミリオンセラーとなり第50回NHK紅白歌合戦にも出場。サムエルも2006年10月22日の解散まで、ユニット活動を継続した。
雷波少年系ラストツアー
「ラストシリーズ」の第2弾で、デビュー5年目のBluem of Youth（以下「ブルーム」）が挑戦。半年でシベリア鉄道でロシアを横断し、その間に運命の1曲を作り日本武道館で公演を行うことが目標とされ、10000人（武道館の客席の約7割）の観客動員がなければ解散し、音楽業界から足を洗うというルールだった。最終的に行われた公演では平日の公演にもかかわらず目標を上回り、1回目の公演では11427人が武道館に入場した。本来は1回だけの予定であった公演も、3万人近くの人が会場に集まったため急遽2回目の追加公演が行われるという事態となり、2回目の公演でも1万人以上の観客を動員。
武道館公演で披露された運命の1曲「ラストツアー」は企画終了後CD化され、サムエルの運命の1曲「ラストチャンス」と同じオリコン初登場2位を記録した。
旅の途中で数曲作るも、街の人々に視聴させたところでは反応がなかったことに危機感を抱いたチューヤンが観客にピロシキなどを土産をつける作戦に出て、それを2人に報告すると「これでは自分たちの曲を聴きに行くというより土産目当てになる」と激怒したことからそれをなしとし、依頼した会社に頭を下げていたこともある（ピロシキは後に楽屋でいくつか食していた）。チューヤンはその後、お詫びも込めてか二人の似顔絵を作成し、それをポスターに使用。後に本人らに見せたところ、出来栄えを非常に評価していた。
ブルームはその後、2003年から2008年までの活動休止（2005年にデビュー10周年記念ライブでの限定復帰を除く）を経て、現在は活動を再開している。
「ラストチャンス」「ラストツアー」でそれぞれ目標を達成したサムエル、ブルームともに、本来の「運命の1曲」とは別に候補曲が存在し、企画終了後それぞれ日本テレビの番組タイアップ曲としてシングルカットされた。
- サムエル運命の1曲別候補「さよならじゃない」…1999年度『劇空間プロ野球』イメージソング
- ブルーム運命の1曲別候補「Stairway」…2000年1 - 3月分『知ってるつもり?!』エンディングテーマ

不良芸人更生施設 雷波少年院／不良芸人更生施設 雷波少年院 運命のラストコント
ラストシリーズとしては唯一となる、歌作り以外の企画。
『進ぬ!電波少年』の企画「電波少年的ハルマゲドン」を途中で投げ出したあと、本番組プロデュースの娯楽企画「後ろ楽しいガーデン」でカップルを作る仕事を放り出してナンパをしていたお笑いコンビ・ポプラ並木（青木史幸・及川裕也）が懲役10年の刑で収容。毎週1回行われるコントで得たカンパ金から100円を支払えば1日刑期が短縮されるというルール。北海道網走市からスタートしたが、番組の企画が周知されると善意による大量のカンパを防ぐため、何度か移動を繰り返し、秘境である徳島県西祖谷山村でいったん落ち着いた。
しかし、途中で応援に来たラサール石井やどーよにカンパ金を根こそぎ持って行かれたことも重なったせいか次第に不満を募らせ、あとわずかという刑期で脱走を計り、刑期が20年追加。このこともあって一時期韓国へも舞台を移し、さらにTプロデューサーから「ラストシリーズ」第3弾として「雷波少年院 運命のラストコント」を提案。ラストコントで失敗し、カンパが刑期分集まらないと懲役が200年になる予定だったが、達成し釈放された。なお、肉親はコントを会場で見ることはできても、大量のカンパを防ぐ理由から一円のカンパも許されなかった。
企画達成こそしたものの、ポプラ並木はその後、顔を合わせた途端に喧嘩し始めるほどの不仲に陥った挙句、2002年の『雷電SP』放送終了後に及川が解散を発表。その後及川は須藤祐と新コンビ「魚でF」を結成し、「電波少年に毛が生えた 最後の聖戦」の企画「電波少年的日本ポッチャリ党」に出演した。その後の2007年4月に解散し、以後は作家として活動している（詳細は魚でFのリンク先を参照）。
一方、青木は解散と同時に所属事務所だったホリプロを脱退後、インディーズの事務所を経てスパンキープロダクションに移籍し、2017年に新コンビ「サトー鈴木」を結成して2023年現在も芸人として活動している。
雷波少年ファイナル企画ラストソング
タイトル通り、本番組の最後の企画として放送された。日韓共催で行われた2002 FIFAワールドカップに因み、鳴海一幸（熊本県出身のアマチュアバンドメンバー）、パク・ジョンアー（韓国人女性グループJEWELRYのリーダー）、秦昌寛（チン・チャンガン、在日韓国人3世）の3人がバンド「Asian H」を結成、シンガポールからソウルへ向かう過程で曲を作り、ソウルでのライブで披露する企画。最終回となった『雷電為右衛門千秋楽』ではSomething ELse、Bluem of Youthとともにライブを行い、これを最後にバンドは解散した。この企画で作られた「LAST SONG」は日韓ワールドカップ公式アルバムに収録された。またこの企画は韓国SBSでも同時放送された。音源は現在ソニーミュージックが版権を有し、Moraで配信されている。

### Do-Yoのミセスロシナンテを探して
Do-Yo（後のどーよ）が3歳になったロシナンテ（人間でいうと20歳）の結婚相手となるメスロバを探すという企画。まずヒッチハイクで日本全国の牧場を巡り6頭の花嫁候補を選出。その後花嫁候補が一堂に会しロシナンテ自ら花嫁を選ぶいう流れで行われた。ロシナンテは鹿児島県内の牧場で暮らしていた「リンリン」（当時3歳）を選び、番組内で挙式が開かれた。リンリンはロシナンテとともに、前出の花畑牧場で暮らしていた。
ロシナンテJr.誕生プロジェクト
「ミセスロシナンテを探して」終了から約1年半後に行われた。どーよがロシナンテとリンリンの子作りのサポートをするという企画。途中からロシナンテと共に日本を旅したドロンズも合流した。

### 電波少年司会決定記念 雷波少年系ジャパンツアー
1999年1月からチューヤンが『進ぬ!電波少年』の新司会者に決定したため、日本をもっと知ってもらおうという趣旨。
毎週日本のどこかに連れて行かれ、ヒッチハイクなどでの1週間後の日本テレビの『電波少年』の収録に間に合うようにするという企画。唯一『電波少年』と連動した企画だった。
青森県からの旅の回では収録開始に間に合わず、当日の放送分ではゲストの渡辺正行が、チューヤンがスタジオに到着するまでの間、進行を行っていた。番組の途中でスタジオに到着したチューヤンは「青森遠いよ」と言っていたものの、実際は日本テレビに早く来すぎて、時間つぶしで社内で仮眠をとっていたところ寝過ごし収録に遅刻したことが、後に放送された総集編で明らかになっている。それ以外はすべて収録開始までに到着している。
日本語にまだ不慣れなチューヤンを一人で行動させたため、挙動不審な外国人として近隣の通報を受け警察に補導されるハプニングも発生した。
旅先ではチューヤンが何枚か絵を描いており、番組内で描かれた絵は、チューヤンがゲスト出演した『ポンキッキーズ』（フジテレビ系）の中で何枚か公開されたことがある。

### 雷波少年系ゴミ生活（の旅）
メカドッグ（沢原宣之（現・合同会社SR企画代表）・杉山えいじ（現・スギちゃん））と地球防衛軍レッド（坂井香代子（現・伽代子））が、日本の随所にある不法投棄のゴミを片付けながら旅をするという企画。当初は空き地で生活しつつゴミを修理して売り、その売り上げが100万円に達した時点でゴールという企画であった。
岩手県では県の対応に視聴者からの抗議が殺到し、当時の増田寛也知事が県のホームページ上で謝罪のコメントを発表、記者会見も開かれる事態に発展したこともある。最終的に片づけを行った場所がすべてきれいなままであることを確認して企画は終了した。この企画を最後にレッドは地球防衛軍から引退し、Tプロデューサーこと土屋は編成部長に就任し、以後「T部長」として活動することになる。

### 雷波少年系鉄棒少女
極度の運動音痴である羽田実加が、夢の大車輪を出来るようになるため、逆上がりの練習をスタートとして、体力・筋肉トレーニングなどをする。正体はバレバレであったが、最後まで正体不明という体裁で「大車輪仮面」として森末慎二がコーチとしてついていた。食事は当初、トレーニングで消費したカロリーと同じ量が与えられた。しかし、そのような食事の摂り方だと基礎代謝分が不足するという視聴者からの指摘で、途中からはトレーニングで消費したカロリー分とは別に基礎代謝分を補う番組特製ドリンクが毎日与えられることになった。中国での両腕が青アザだらけになる程の壮絶な練習を経て、大車輪は成功した。

### 鮒子のVIVA★特売!
「人は特売品だけで生きていけるか?」をテーマに行われた企画。椿鮒子が関東各地から集められたチラシから、その日の特売で一番安い食材を自転車を飛ばして買ってくるという内容。くじ引きでその日の料理を決め、食材を買いに出かける。ゴールは浮いたお金の合計が東京ディズニーランド家族4人分の入園料となったとき。どこか1件でもお店が閉店してしまったり、閉店してなくても希望の食材が売り切れ、あるいは一番安いもの以外のを買ってきてしまった場合は残りの食材と一緒に没収されてしまう（手に入った食材分の浮いた金額はカウントされる）。特売品であれば食材以外のものもOKで、ドライヤーのような電化製品も購入していた。
東京ディズニーランドの入園料分まで達したのを受け、企画も一旦終了。ごほうびでディズニーランドへ行くことに。しかし、ディズニーランドは東京ディズニーランドのことではなく、フランスのディズニーランド・パリであった。ディズニーランド・パリの入園料は東京ディズニーランドのそれよりも安いが、到着直前で鮒子が「お腹が空いた」と言ったために、スタッフがハンバーガーと飲み物を鮒子＋マネキンの家族3体分、鮒子が集めたへそくりで払ってしまい、現地でも企画を行うこととなった。
鮒子のVIVA★タダ食い!
鮒子がフランスから帰国直後に引き続き行われた企画。鮒子が結婚式場へ出向き、欠席者分の食事目当てに結婚披露宴へ参加しながら自転車で鹿児島から北海道まで向かうという企画。結婚式場では欠席者分の食事は衛生上の観点からそのまま捨てられてしまうためもったいない、という理由で始まった。基本的には全て自転車の移動であったが、唯一本州から北海道への移動はそのままでは移動出来ないため、地元民の漁船に同乗させてもらうことで北海道に移動することが出来た（当初は「（スペースが）もったいないから」という理由でフェリーにタダ乗りしようとするも当然ながら断られ、次に青函トンネル坑口まで行こうとするもこちらも鉄道専用トンネルのため通れなかった）。当然ながら欠席者がいない場合は披露宴に参加出来ず、欠席者云々より最初から参加自体を断られることもあった。
企画の性質上、見ず知らずのカップルの披露宴に出席することになるが、鮒子がカップルに感情移入してしまい、号泣する一幕もあった。自転車での移動は過酷を極め、特に北海道に入ってからは雪との戦いも加わり、旭川を過ぎてからは海沿いのコースを通ったため海からの暴風雪にも悩まされた。ゴールの稚内では自身の結婚披露宴を行った。結婚相手の通称鮒男は長年の交際があった放送作家である。鮒子は一連の企画で半年間自転車をこぎ続けたことでかなり脚力が鍛え上げられたようで、『タダ食い』では列車と並走する姿も見られた。

### 雷波少年系夫婦交換（もちろん精神的に）
お互いの関係に悩む2組の夫婦がそれぞれのパートナーを入れ替え1ヶ月間の共同生活を行い、その中で自分たちの関係を見つめなおすという企画。共同生活中は外出や通勤は普段どおり可能だが、元の夫・妻とは一切連絡が出来ない。ただ部屋にあるモニターでお互いの様子を知ることは出来る。2組のうち1組はお笑い芸人ウクレレえいじとその妻で、もう1組はこれから結婚を控えている一般のカップルだった。企画のラストでウクレレえいじの妻が「あと1年頑張ってそれで売れなければ離婚」という決断を下したことが「ウクレレ夫婦旅」につながっている。
あゝ日本海、ウクレレ夫婦旅
「夫婦交換」の派生企画。上記のウクレレえいじの妻の決断が発端となっている。ウクレレえいじ夫妻が10月から3ヶ月間日本海の沿岸を旅しながらウクレレのライブを開き、ライブの総動員数が年内に1万人を超えないと2人は離婚しなければならないというルールだった。最終的に総動員数は1万3000人程度となり離婚は免れた。

### 雷波少年刑事
「電波少年刑事」から継続された企画で、ビビるの上司として「刑事長ロバコップ」ことロシナンテが出演した。それまでの企画でも見られた「企画開始時の参加者の拉致」はこの企画でも健在であったが、この企画では電波少年のスタッフルームで目隠しをされたビビるが、局内のエレベーターに乗って雷波少年のスタッフルームに連れて行かれるという、最も短い距離の拉致となった。企画途中では大木が怪我のため入院したこともあった。

### 遊園地企画
1999年より、2度にわたって夏季に行われた遊園地プロデュース企画。2001年夏季はこの企画の代わりに、「日本一センスのいい人選手権」が千葉県船橋市のららぽーとにて開催された。

#### 雷波少年系遊園地『後ろ楽しいガーデン』
チューヤンが遊園地をプロデュースするという企画で、1999年夏季に後楽園ゆうえんち（現：東京ドームシティアトラクションズ）のイベント「ルナパーク」をプロデュースした。「後ろ楽しいガーデン」は当時まだ日本語に乏しかったチューヤンが後楽園を「後ろ楽しいガーデン（garden＝園）」と呼んでいたことに由来する。テーマ曲に同番組の企画「ラストチャンス」に挑んだ、Something ELseの「あいのうた」が採用された。
同イベントの開催期間中、スタッフとして参加していたポプラ並木が来場者のカップル成立の役目を放棄したばかりか、来場した女性をナンパしていたことが女性達の証言もあって発覚。以前の電波少年での脱走とリタイヤの前科もあって「雷波少年院」に収監され、前述の「運命のラストコント」へとつながることになった。

#### ミラクルラブアンドホラー
「後ろ楽しいガーデン」に続く雷波少年による遊園地プロデュース企画第2弾。2000年夏季に日光江戸村（栃木県塩谷郡藤原町（現：日光市））内でアトラクションを展開した。企画名どおり『ホラー』を前面に押し出しており、江戸村を巨大なお化け屋敷に見立てるという物だった。この企画のスタッフとして参加した若手芸人には、のちにゴミ生活をすることになったメカドックや、電波少年の東大一直線に参加したアルカリ三世もいた。

### 雷波少年系究極の麺ロード
麺料理が存在する国や地域を繋げると完成するという「麺ロード」（番組が命名）を旅し、各地の麺料理を学びながら最終的に「究極の麺料理」を2000年の大晦日までに完成させることを目指す。番組内で本職の料理人の公募も行われたがオーディションの結果、森田仁の味覚や料理の腕が優れていたことからお笑いコンビのタイムトラベラーが選ばれ、この企画に挑戦した。
企画中はゴールまで麺料理以外のものを一切食さないことを二人が約束し、約1年かけてイタリア・ギリシャ・アゼルバイジャン・ウズベキスタン・タイ・カンボジア・中国などを旅し、最終的にオリジナルの究極の麺料理として「遥かなる麺ロード」を完成させる。大晦日に行われる試食会で約2000人が試食し、過半数が「おいしい」という評価を下したら本当のゴールということになり、結果的に1289人がおいしいという評価でゴールとなった。
この企画の放送中には、2人が学んだ麺料理のレシピ本も出版された。さらに番組では麺料理専門店を開店させることを伝え、実際に求人情報誌でも求人募集が掲載されていたが、結局開店には至らなかった。

## ネット局
- ネット形態は番組終了時点

| 放送地域       | 放送局名           | 系列                                         | ネット形態 | 備考 |
| -------------- | ------------------ | -------------------------------------------- | ---------- | --- |
| 関東広域圏     | 日本テレビ         | 日本テレビ系列                               | 制作局     | |
| 北海道         | 札幌テレビ         | 日本テレビ系列                               | 時差ネット | 番組開始当初から同時ネットで放送されていたが、 「YOSAKOIソーラン祭り」の特別番組放送時に限り時差ネットで放送されていた。 2001年10月7日以降は自社制作番組『北、再発見』が それまでの7時台後半からこの時間帯に移動したため、 同日時差ネット放送（13:00 -）となった。 |
| 青森県         | 青森放送           | 日本テレビ系列                               | 時差ネット | 1999年4月4日 13:00 - 放送開始 |
| 岩手県         | テレビ岩手         | 日本テレビ系列                               | 同時ネット | |
| 宮城県         | ミヤギテレビ       | 日本テレビ系列                               | 同時ネット | |
| 秋田県         | 秋田放送           | 日本テレビ系列                               | 遅れネット | 1999年4月2日（1日深夜）0:55 - 放送開始、 最終回のみ2002年3月31日 14:00 - 放送。 |
| 山形県         | 山形放送           | 日本テレビ系列                               | 同時ネット | 番組開始当初は日曜正午からの1週遅れネットであったが、 1998年10月9日より金曜 0:50 - （木曜深夜）、 1999年4月4日より日曜 13:00 - の時差ネット、 2001年4月1日より同時ネットに変更。                                                                                   |
| 福島県         | 福島中央テレビ     | 日本テレビ系列                               | 時差ネット | 1998年8月2日 - 放送開始 日曜 16:55 - の時差ネット。 |
| 山梨県         | 山梨放送           | 日本テレビ系列                               | 同時ネット | |
| 新潟県         | テレビ新潟         | 日本テレビ系列                               | 同時ネット | 1998年4月12日 1:30 - （土曜深夜）放送開始 1998年9月9日より3日遅れの水曜 16:29 - に変更。 1999年4月4日より同時ネット。 |
| 長野県         | テレビ信州         | 日本テレビ系列                               | 同時ネット | |
| 静岡県         | 静岡第一テレビ     | 日本テレビ系列                               | 同時ネット | |
| 富山県         | 北日本放送         | 日本テレビ系列                               | 時差ネット | 1999年1月21日 1:50 -（木曜深夜）放送開始、 4月4日から日曜 13:00 - 、 2000年4月9日より日曜17時台前半に移動。 |
| 石川県         | テレビ金沢         | 日本テレビ系列                               | 同時ネット | |
| 福井県         | 福井放送           | 日本テレビ系列 テレビ朝日系列                | 遅れネット | 1999年4月25日 13:00 - 放送開始。 |
| 中京広域圏     | 中京テレビ         | 日本テレビ系列                               | 遅れネット | 1998年4月16日 1:25 - （水曜深夜）放送開始 1998年10月3日 - 2000年3月25日は土曜 17:00 - 、 2000年4月2日 - 12月31日は同時ネット、 2001年1月14日 - 9月30日は日曜 12:00 - 、 2001年10月14日 - 2002年3月31日は日曜 12:35 - の遅れネット。                                |
| 近畿広域圏     | 読売テレビ         | 日本テレビ系列                               | 時差ネット | 番組開始当初は非ネットであったが、 1998年10月11日より日曜 0:56 - （土曜深夜）でネット開始 （『DO-YA』の枠内）。 1999年4月18日から日曜 12:35 - での時差ネットに変更した。                                                                                           |
| 鳥取県・島根県 | 日本海テレビ       | 日本テレビ系列                               | 同時ネット | 番組開始当初は13日遅れの土曜 9:30 - であったが、 1999年4月4日より同時ネット。 |
| 広島県         | 広島テレビ         | 日本テレビ系列                               | 同時ネット | 1999年3月28日までは不定期ネット、 1999年4月4日 13:00 - 放送開始、 2000年4月23日から同時ネット。 |
| 山口県         | 山口放送           | 日本テレビ系列                               | 時差ネット | 1999年4月4日 13:00 - 放送開始。 |
| 徳島県         | 四国放送           | 日本テレビ系列                               | 時差ネット | 1999年4月4日 13:00 - 放送開始。 |
| 香川県・岡山県 | 西日本放送         | 日本テレビ系列                               | 同時ネット | |
| 愛媛県         | 南海放送           | 日本テレビ系列                               | 時差ネット | 1998年10月3日 13:20 - 放送開始、 1999年4月4日より13:00 - の同日時差ネットに変更。 |
| 高知県         | 高知放送           | 日本テレビ系列                               | 同時ネット | 1999年4月4日放送開始。 |
| 福岡県         | 福岡放送           | 日本テレビ系列                               | 同時ネット | |
| 長崎県         | 長崎国際テレビ     | 日本テレビ系列                               | 同時ネット | 1998年4月19日 1:35 - （土曜深夜）放送開始、 1998年8月1日より土曜 17:00 - 、 1999年1月10日より同時ネットに変更。 |
| 熊本県         | くまもと県民テレビ | 日本テレビ系列                               | 同時ネット | |
| 宮崎県         | テレビ宮崎         | フジテレビ系列 日本テレビ系列 テレビ朝日系列 | 遅れネット | 1999年5月1日 14:00 - 放送開始、 2001年4月8日より日曜 1:50 - （土曜深夜）に変更、 最終回のみ2002年3月31日 15:00 - 放送。 |
| 鹿児島県       | 鹿児島読売テレビ   | 日本テレビ系列                               | 同時ネット | 番組開始当初は1週遅れの同時刻からであったが、 1998年7月5日より同時ネット。 |
| 沖縄県         | 琉球放送           | TBS系列                                      | 遅れネット | 1998年4月19日 17:00 - 放送開始、 2000年4月7日より金曜 17:24 - 、 2001年4月2日より月曜 17:24 - 、 2001年7月7日より土曜 1:15 - 、 2001年10月3日より水曜 16:30 - 放送。                                                                                               |

## DVD
- 2010年4月9日に第1弾が発売され、2010年7月23日には第2弾が発売。詳細は進め!電波少年#制作の経緯を参照。